# Comté de Nottoway
Le comté de Nottoway est un comté de Virginie, aux États-Unis.